# Amerikaanse auto in 1987
Dit artikel geeft een overzicht van alle Amerikaanse en Australische personenwagens die in 1987 op de markt kwamen. De auto's staan alfabetisch gerangschikt per merk.

## Noord-Amerika
| Buick |                  | concern:               | General Motors Verenigde Staten |
| Buick | divisie:         |                        |                                 |
| Buick | merk:            | Buick Verenigde Staten |                                 |
| Buick | model:           | Regal                  |                                 |
| Buick | einde productie: | 1996                   |                                 |
| Buick | productieaantal: | ?                      |                                 |

| Chevrolet |                  | concern:                   | General Motors Verenigde Staten |
| Chevrolet | divisie:         |                            |                                 |
| Chevrolet | merk:            | Chevrolet Verenigde Staten |                                 |
| Chevrolet | model:           | Beretta                    |                                 |
| Chevrolet | einde productie: | 1996                       |                                 |
| Chevrolet | productieaantal: | ?                          |                                 |

| Chevrolet |                  | concern:                   | General Motors Verenigde Staten |
| Chevrolet | divisie:         |                            |                                 |
| Chevrolet | merk:            | Chevrolet Verenigde Staten |                                 |
| Chevrolet | model:           | Corsica                    |                                 |
| Chevrolet | einde productie: | 1996                       |                                 |
| Chevrolet | productieaantal: | ?                          |                                 |

| Chrysler |                  | concern:                  | onafhankelijk |
| Chrysler | divisie:         |                           |               |
| Chrysler | merk:            | Chrysler Verenigde Staten |               |
| Chrysler | model:           | LeBaron cabriolet         |               |
| Chrysler | einde productie: | 1994                      |               |
| Chrysler | productieaantal: | ?                         |               |

| Chrysler |                  | concern:                  | onafhankelijk |
| Chrysler | divisie:         |                           |               |
| Chrysler | merk:            | Chrysler Verenigde Staten |               |
| Chrysler | model:           | New Yorker                |               |
| Chrysler | einde productie: | 1992                      |               |
| Chrysler | productieaantal: | ?                         |               |

| Dodge Plymouth |                  | concern: | Chrysler Corporation Verenigde Staten |
| Dodge Plymouth | divisie:         | |                                       |
| Dodge Plymouth | merk:            | Dodge en Plymouth Verenigde Staten |                                       |
| Dodge Plymouth | model:           | Grand Caravan (Dodge), Grand Voyager (Plymouth) mpv met verlengde wielbasis (1e generatie; vanaf 1988 ook in Europa verkocht als Chrysler Grand Voyager) |                                       |
| Dodge Plymouth | einde productie: | 1990 |                                       |
| Dodge Plymouth | productieaantal: | ? |                                       |

| Dodge |                  | concern:               | Chrysler Verenigde Staten |
| Dodge | divisie:         |                        |                           |
| Dodge | merk:            | Dodge Verenigde Staten |                           |
| Dodge | model:           | Dynasty                |                           |
| Dodge | einde productie: | 1992                   |                           |
| Dodge | productieaantal: | ?                      |                           |

| Dodge |                  | concern:               | Chrysler Verenigde Staten |
| Dodge | divisie:         |                        |                           |
| Dodge | merk:            | Dodge Verenigde Staten |                           |
| Dodge | model:           | Shadow                 |                           |
| Dodge | einde productie: | 1994                   |                           |
| Dodge | productieaantal: | ?                      |                           |

| Eagle |                  | concern:                                            | Renault Frankrijk (tot 1987), Chrysler Verenigde Staten |
| Eagle | divisie:         |                                                     |                                                         |
| Eagle | merk:            | Renault (1987), Eagle (vanaf 1988) Verenigde Staten |                                                         |
| Eagle | model:           | Medallion (gebaseerd op de Renault 21)              |                                                         |
| Eagle | einde productie: | 1989                                                |                                                         |
| Eagle | productieaantal: | ?                                                   |                                                         |

| Eagle |                  | concern:               | Renault Frankrijk (tot september 1987), Chrysler Verenigde Staten |
| Eagle | divisie:         |                        |                                                                   |
| Eagle | merk:            | Eagle Verenigde Staten |                                                                   |
| Eagle | model:           | Premier                |                                                                   |
| Eagle | einde productie: | 1992                   |                                                                   |
| Eagle | productieaantal: | ?                      |                                                                   |

| Ford |                  | concern:              | onafhankelijk |
| Ford | divisie:         |                       |               |
| Ford | merk:            | Ford Verenigde Staten |               |
| Ford | model:           | Bronco (4e generatie) |               |
| Ford | einde productie: | 1991                  |               |
| Ford | productieaantal: | ?                     |               |

| Ford |                  | concern:                | onafhankelijk |
| Ford | divisie:         |                         |               |
| Ford | merk:            | Ford Verenigde Staten   |               |
| Ford | model:           | F-Series (8e generatie) |               |
| Ford | einde productie: | 1991                    |               |
| Ford | productieaantal: | ?                       |               |

| Ford |                  | concern:                                           | onafhankelijk |
| Ford | divisie:         |                                                    |               |
| Ford | merk:            | Ford Verenigde Staten                              |               |
| Ford | model:           | Festiva (1e generatie; badge-engineered Kia Pride) |               |
| Ford | einde productie: | 1992                                               |               |
| Ford | productieaantal: | ?                                                  |               |

| Ford |                  | concern:              | onafhankelijk |
| Ford | divisie:         |                       |               |
| Ford | merk:            | Ford Verenigde Staten |               |
| Ford | model:           | Probe (1e generatie)  |               |
| Ford | einde productie: | 1993                  |               |
| Ford | productieaantal: | ?                     |               |

| Oldsmobile |                  | concern:                       | General Motors Verenigde Staten |
| Oldsmobile | divisie:         |                                |                                 |
| Oldsmobile | merk:            | Oldsmobile Verenigde Staten    |                                 |
| Oldsmobile | model:           | Cutlass Supreme (5e generatie) |                                 |
| Oldsmobile | einde productie: | 1996                           |                                 |
| Oldsmobile | productieaantal: | ?                              |                                 |

| Pontiac |                  | concern:                 | General Motors Verenigde Staten |
| Pontiac | divisie:         |                          |                                 |
| Pontiac | merk:            | Pontiac Verenigde Staten |                                 |
| Pontiac | model:           | LeMans (6e generatie)    |                                 |
| Pontiac | einde productie: | 1993                     |                                 |
| Pontiac | productieaantal: | ?                        |                                 |

| Pontiac |                  | concern: | Corporate Concepts / Pontiac-dealers Verenigde Staten |
| Pontiac | divisie:         | |                                                       |
| Pontiac | merk:            | Pontiac Verenigde Staten |                                                       |
| Pontiac | model:           | (Fiero) Mera (Fiero uit 1983 met een op de Ferrari 308 uit 1975 gelijkend koetswerk van carrossier Corporate Concepts; behoorde niet tot Pontiacs gamma, maar kon wel bij Pontiac-dealers besteld worden) |                                                       |
| Pontiac | einde productie: | zomer 1988 |                                                       |
| Pontiac | productieaantal: | 247 |                                                       |

| Sterling |                  | concern:                                               | Rover Group Verenigd Koninkrijk |
| Sterling | divisie:         |                                                        |                                 |
| Sterling | merk:            | Sterling Verenigde Staten                              |                                 |
| Sterling | model:           | 825 (sedan), 827 (5-deur) (badge-engineered Rover 800) |                                 |
| Sterling | einde productie: | 1991                                                   |                                 |
| Sterling | productieaantal: | 35.794 (schatting)                                     |                                 |

## Australië
| Ford |                  | concern:                                                                                                 | Ford Motor Company Verenigde Staten |
| Ford | divisie:         | Ford Australia Australië                                                                                 |                                     |
| Ford | merk:            | Ford Verenigde Staten                                                                                    |                                     |
| Ford | model:           | Telstar sedan / vijfdeurhatchback / stationwagen (2e generatie; badge-engineered 4e generatie Mazda 626) |                                     |
| Ford | einde productie: | 1992 |                                     |
| Ford | productieaantal: | ? |                                     |

| Holden |                  | concern:                                                                                    | General Motors Verenigde Staten |
| Holden | divisie:         |                                                                                             |                                 |
| Holden | merk:            | Holden Australië                                                                            |                                 |
| Holden | model:           | Astra vijfdeurhatchback / sedan (2e generatie; badge-engineered 3e generatie Nissan Pulsar) |                                 |
| Holden | einde productie: | 1989                                                                                        |                                 |
| Holden | productieaantal: | ?                                                                                           |                                 |